# Sterdyń
Sterdyń ist ein Dorf sowie Sitz der gleichnamigen Landgemeinde im Powiat Sokołowski der Woiwodschaft Masowien, Polen.

## Gemeinde
Zur Landgemeinde (gmina wiejska) Sterdyń gehören folgende 30 Ortschaften mit einem Schulzenamt (sołectwo):
Białobrzegi
Chądzyń
Dzięcioły Bliższe
Dzięcioły Dalsze
Dzięcioły-Kolonia
Golanki
Grądy
Kamieńczyk
Kiełpiniec
Kolonia Paderewek
Kuczaby
Lebiedzie
Lebiedzie-Kolonia
Łazów
Łazówek
Matejki
Nowe Mursy
Nowy Ratyniec
Paderewek
Paulinów
Seroczyn
Seroczyn-Kolonia
Sewerynówka
Stare Mursy
Stary Ratyniec
Stelągi
Stelągi-Kolonia
Sterdyń
Szwejki
Zaleś
Weitere Orte der Gemeinde sind:
Borki
Dąbrówka
Granie
Kiezie
Kolonia Dzięcioły Dalsze
Kolonia Kamieńczykowska
Kolonia Kuczaby
Kolonia Stary Ratyniec
Paderew